# Michael Matthews
Michael Matthews (Canberra, 26 september 1990) is een Australisch wielrenner die vooral bekend staat als massasprinter of klassiekerspecialist en die sinds 2021 rijdt voor Team BikeExchange.

## Carrière
In 2006 werd hij Australisch kampioen bij de nieuwelingen. Een jaar later werd hij samen met Matthew Meisel-Dennis, Thomas Palmer en Alastair Loutit tweede op het nationale kampioenschap ploegenachtervolging voor junioren.
In 2009 werd hij derde in het Australisch kampioenschap tijdrijden voor beloften. Op het kampioenschap op de weg werd hij tweede. Ook op de Oceanische Spelen reed hij goed en werd tweede op de individuele tijdrit voor beloften. Hij behaalde dat jaar tevens zijn eerste top-10 klassering in een elitewedstrijd door als negende in het eindklassement van de Ronde van Japan te eindigen.
In 2010 werd hij zowel op de weg als in de individuele tijdrit derde bij de beloften op het Australisch kampioenschap. Voorts won hij etappes in de Ronde van Langkawi, Ronde van Japan en de Ringerike GP en eindigde als tweede in de Ronde van Vlaanderen voor beloften. Zijn belangrijkste resultaat behaalde hij in Geelong, alwaar hij het Wereldkampioenschap op de weg voor beloften won.
Zijn sterke seizoen werd beloond met een overgang naar het ProTeam van Rabobank. Voor dit team ging hij in 2011 van start met zijn eerste World-Tour evenement: de Tour Down Under, waarin hij al in de derde etappe de gevestigde sprinters klopte en zo zijn eerste grote profzege binnensleepte. In maart dat jaar was hij weer de sterkste, in de openingsrit van de Ronde van Murcia. Op 25 april wist hij ook zijn eerste grote eendagskoers te winnen, namelijk de Duitse semi- klassieker Rund um Köln. In 2014 won hij de 6e etappe in de Ronde van Italië in de roze leiderstrui. Hij reed deze Ronde van Italië niet uit. Matthews werd vervolgens wel geselecteerd voor de Ronde van Frankrijk. Een paar dagen voor het begin van deze ronde, kwam Matthews hard ten val. Daarom werd hij op het laatste moment vervangen door zijn Canadese teamgenoot Christian Meier.
In 2024 sprintte Matthews, een minuut na winnaar Mathieu van der Poel, naar de derde plek in de Ronde van Vlaanderen. Na afloop van de wedstrijd besloot de wedstrijdjury echter om Matthews te declasseren en terug te zetten naar plek elf, na een ongeoorloofde manoeuvre in de sprint.

## Palmares

### Jeugd
2006
 Australisch kampioen op de weg, Nieuwelingen
2008
Proloog en 3e etappe B Tre Ciclista Bresciana, Junioren
2e etappe GP Général Patton, Junioren
2009
 Oceanisch kampioen tijdrijden, Beloften
 Oceanisch kampioen op de weg, Beloften
2010
 Wereldkampioen op de weg, Beloften

### Elite
2010 - 7 zeges
4e etappe Ronde van Wellington
1e en 3e etappe Ronde van Langkawi
Proloog Ronde van Japan
2e en 3e etappe Ringerike GP
1e etappe Ronde van Thüringen (ploegentijdrit)
2011 - 4 zeges
2e etappe Bay Cycling Classic
3e etappe Tour Down Under
1e etappe Ronde van Murcia
Ronde van Keulen
2012 - 2 zeges
Clásica de Almería
3e etappe Ronde van Utah
Puntenklassement Ronde van Utah
2013 - 4 zeges
2e en 4e etappe Ronde van Utah
Puntenklassement Ronde van Utah
5e en 21e etappe Ronde van Spanje
2014 - 6 zeges
Ronde van La Rioja
3e etappe Ronde van het Baskenland
1e (ploegentijdrit) en 6e etappe Ronde van Italië
1e etappe Ronde van Slovenië (individuele tijdrit)
Puntenklassement Ronde van Slovenië
3e etappe Ronde van Spanje
2015 - 6 zeges
3e etappe Parijs-Nice
 Puntenklassement Parijs-Nice
1e etappe Ronde van het Baskenland
1e (ploegentijdrit) en 3e etappe Ronde van Italië
3e etappe Ronde van Zwitserland
2e etappe Ronde van Alberta
2016 - 4 zeges
Proloog en 2e etappe Parijs-Nice
 Puntenklassement Parijs-Nice
Ronde van La Rioja
10e etappe Ronde van Frankrijk
2017 - 5 zeges
1e etappe Ronde van het Baskenland
3e etappe Ronde van Zwitserland
14e en 16e etappe Ronde van Frankrijk
 Puntenklassement Ronde van Frankrijk
 UCI Ploegentijdrit in Bergen
2018 - 4 zeges
Proloog Ronde van Romandië
7e etappe BinckBank Tour
Grote Prijs van Quebec
Grote Prijs van Montreal
2019 - 3 zeges
2e en 6e etappe Ronde van Catalonië
Puntenklassement Ronde van Catalonië
Grote Prijs van Quebec
2020 - 1 zege
Bretagne Classic
2022 - 1 zege
1e etappe Ronde van Catalonië
Puntenklassement Ronde van Zwitserland
14e etappe Ronde van Frankrijk 2022
2023 - 1 zege
Puntenklassement Tour Down Under
3e etappe Ronde van Italië
2024 - 2 zeges
Ruta de la Cerámica-Gran Premio Castellón
Grote Prijs van Quebec
2025
Eschborn-Frankfurt

Totaal: 47 zeges bij de elite

### Resultaten in voornaamste wedstrijden
| Jaar | Ronde van Italië | Ronde van Frankrijk | Ronde van Spanje |
| ---- | ---------------- | ------------------- | ---------------- |
| 2011 |                  |                     |                  |
| 2012 |                  |                     |                  |
| 2013 |                  |                     | 110e (2)         |
| 2014 | opgave (1)       |                     | 75e (1)          |
| 2015 | opgave (1)       | 152e                |                  |
| 2016 |                  | 110e (1)            |                  |
| 2017 |                  | 69e (2)             |                  |
| 2018 |                  | opgave              |                  |
| 2019 |                  | 67e                 |                  |
| 2020 | opgave           |                     |                  |
| 2021 |                  | 79e                 | 70e              |
| 2022 |                  | 78e (1)             |                  |
| 2023 | 63e (1)          |                     |                  |
| 2024 |                  | 89e                 |                  |
| 2025 |                  |                     |                  |

| Jaar | Milaan-San Remo | Gent-Wevelgem | Ronde van Vlaanderen | Amstel Gold Race | Luik-Bast.‑Luik | Ronde van Lombardije | Brabantse Pijl | Waalse Pijl | Bretagne Classic |  | WK op de weg |  | Wereldranglijsten |
| ---- | --------------- | ------------- | -------------------- | ---------------- | --------------- | -------------------- | -------------- | ----------- | ---------------- |  | ------------ |  | ----------------- |
| 2011 | 107e            | 69e           |                      |                  |                 |                      | opgave         |             | 134e             |  |              |  | 63e (UWT)         |
| 2012 |                 |               |                      |                  |                 |                      | 10e            |             | 48e              |  | opgave       |  | 135e (UWT)        |
| 2013 |                 |               |                      | opgave           | 128e            | opgave               |                | 112e        |                  |  | opgave       |  | 89e (UWT)         |
| 2014 | 78e             |               |                      | 12e              |                 |                      | ↑              |             |                  |  | 14e          |  | 73e (UWT)         |
| 2015 | ↑               |               |                      | ↑                |                 |                      | ↑              | opgave      |                  |  | ↑            |  | 20e (UWT)         |
| 2016 | 59e             |               |                      | 5e               |                 |                      | 5e             | 21e         | 4e               |  | 4e           |  | 21e (UWT)         |
| 2017 | 12e             | 8e            |                      | 10e              | 4e              | opgave               | 11e            | 67e         | 5e               |  | ↑            |  | 9e (UWT)          |
| 2018 | 7e              | 13e           |                      | 24e              | 63e             | opgave               |                | 5e          | 4e               |  |              |  | 7e (UWT)          |
| 2019 | 12e             |               | 6e                   | 16e              | 35e             |                      | 4e             | 8e          | 13e              |  | 24e          |  | 33e (UWR)         |
| 2020 | ↑               |               |                      |                  |                 |                      |                |             | ↑                |  | 7e           |  | 32e (UWR)         |
| 2021 | 6e              | 5e            | 21e                  | 4e               | 19e             |                      | opgave         | 21e         |                  |  | 25e          |  |                   |
| 2022 | 4e              |               | 11e                  | 7e               | opgave          |                      | 7e             |             | 27e              |  | ↑            |  |                   |
| 2023 |                 |               | opgave               |                  |                 |                      |                |             |                  |  | opgave       |  |                   |
| 2024 | ↑               | 62e           | 11e                  | 10e              | 36e             |                      | 8e             | opgave      |                  |  | opgave       |  |                   |
| 2025 | 4e              | 39e           | 13e                  | 5e               | 11e             |                      |                | 32e         |                  |  |              |  |                   |

### Resultaten in kleinere rondes
| Jaar | Tour Down Under | Parijs-Nice | Tirreno-Adriatico | Ronde van Catalonië | Ronde van het Baskenland | Ronde van Romandië | Critérium du Dauphiné | Ronde van Zwitserland | Ronde van Polen | Eneco Tour / BinckBank Tour |
| ---- | --------------- | ----------- | ----------------- | ------------------- | ------------------------ | ------------------ | --------------------- | --------------------- | --------------- | --------------------------- |
| 2010 | 81e             |             |                   |                     |                          |                    |                       |                       |                 |                             |
| 2011 | 4e (1)          |             |                   |                     |                          |                    |                       |                       | 118e            |                             |
| 2012 | 9e              |             | opgave            |                     | opgave                   | 110e               | 138e                  |                       | opgave          |                             |
| 2013 |                 | 91e         |                   |                     | opgave                   |                    | 80e                   |                       |                 |                             |
| 2014 | 60e             | opgave      |                   |                     | opgave (1)               |                    |                       |                       | 69e             |                             |
| 2015 |                 | 51e (1)     |                   |                     | opgave (1)               |                    |                       | opgave (1)            |                 |                             |
| 2016 |                 | 53e (2)     |                   |                     |                          |                    |                       | opgave                |                 | opgave                      |
| 2017 |                 | 32e         |                   |                     | 39e (1)                  |                    |                       | 60e (1)               |                 |                             |
| 2018 |                 |             |                   |                     | opgave                   | opgave (1)         |                       | 49e                   |                 | 2e (1)                      |
| 2019 |                 | opgave      |                   | 59e (2)             |                          |                    |                       |                       |                 |                             |
| 2020 |                 | 26e         | 54e               |                     |                          |                    |                       |                       |                 |                             |
| 2021 |                 | 38e         |                   |                     |                          |                    |                       | 32e                   |                 |                             |
| 2022 |                 | 50e         | opgave (1)        |                     |                          |                    |                       |                       |                 |                             |
| 2023 | 43e             | opgave      |                   |                     |                          |                    |                       |                       |                 |                             |
| 2024 |                 | opgave      |                   |                     |                          |                    |                       | 72e                   |                 |                             |
| 2025 |                 | 55e         |                   |                     |                          |                    |                       |                       |                 |                             |

(*) tussen haakjes aantal individuele etappeoverwinningen

## Ploegen
- 2009 –  Team Jayco-AIS [a] (vanaf 23 februari)
- 2010 –  Team Jayco-Skins
- 2011 –  Rabobank Cycling Team
- 2012 –  Rabobank Cycling Team
- 2013 –  Orica GreenEDGE
- 2014 –  Orica GreenEDGE
- 2015 –  Orica GreenEDGE
- 2016 –  Orica GreenEDGE
- 2017 –  Team Sunweb
- 2018 –  Team Sunweb
- 2019 –  Team Sunweb
- 2020 –  Team Sunweb
- 2021 –  Team BikeExchange
- 2022 –  Team BikeExchange Jayco
- 2023 –  Team BikeExchange-Jayco
- 2024 –  Team Jayco AlUla
- 2025 –  Team Jayco AlUla

Bobridge · Davison · Dennis · Freiberg · Howard · Matthews · Meyer · O'Shea · Semple
Aitken · Carver · Dennis · Donnelly · Durbridge · Hepburn · Lane · Lang · Matthews · O'Shea · Rudolph
Barredo ·
Boom ·
Bos ·
Breschel ·
Brown ·
Clement ·
ten Dam ·
van Emden ·
Flens ·
Freire · 
Gárate ·
Gesink ·
Kruijswijk ·
Langeveld ·
Leezer ·
Martens ·
Matthews ·
Mollema ·
Niermann ·
Sánchez ·
Slagter ·
Tankink ·
Tjallingii ·
Vermeltfoort ·
Weening ·
van Winden · 
Wynants ·
Goos (stagiair)
Barredo ·
Bol · 
Boom ·
Bos ·
Breschel ·
Brown ·
Clement ·
ten Dam ·
van Emden ·
Flens ·
Gárate ·
Gesink ·
Kelderman ·
Kruijswijk ·
Leezer ·
Martens ·
Matthews ·
Mollema ·
Niermann ·
Renshaw ·
Sánchez ·
Slagter ·
Tankink ·
Tjallingii ·
Vermeltfoort ·
van Winden · 
Wynants ·
Goos (stagiair)
Albasini · Beppu · Bewley · Clarke · Cooke · Davis · Docker · Durbridge · Gerrans · Goss · Hepburn · Howard · Howson (stagiair) · Impey · Kang (stagiair) · Keukeleire · Kruopis · Lancaster · Langeveld · Matthews · Meier · C.Meyer · T.Meyer · Mouris · O'Grady · Sulzberger · Teklehaimanot · Tuft · Vaitkus · Weening
Albasini · Bewley · Chaves · Clarke · Docker · Durbridge · Ewan · Gerrans · Goss · Hayman · Hepburn · Howard · Howson · Impey · Keukeleire · Kruopis · Lancaster · Matthews · Meier · C.Meyer · Mouris · Santaromita · Schurter · Tuft · Weening · A.Yates · S.Yates · Cort (stagiair)
Albasini · Bewley · Blythe · Chaves · Clarke · Cort · Docker · Durbridge · Ewan · Gerrans · Hayman · Hepburn · Howard · Howson · Impey · Keukeleire · Lancaster · Matthews · Meier · C.Meyer · Mouris · Santaromita · Tuft · Weening · A.Yates · S.Yates
Albasini · Bewley · Chaves · Cheung · Cort · Docker · Durbridge · Edmondson · Ewan · Gerrans · Haig · Hayman · Hepburn · Howson · Impey · Juul-Jensen · Keukeleire · Matthews · Meier · Mezgec · Plaza · Power · Tuft · Txurruka · Verona · A.Yates · S.Yates · Schultz (stagiair)
Andersen · Arndt · Barguil · Bauhaus · Curvers · Ten Dam · De Backer · Dumoulin   · Fröhlinger · Geschke · Haga · Hamilton · Hofstede · Kämna · Kelderman · Lunke · Matthews · Oomen · Preidler · Sinkeldam · Stamsnijder · Teunissen · Timmer · Waeytens · Walscheid · Kanter (stagiair) · Rohde (stagiair)
Andersen · Arndt · Bauhaus · Curvers · ten Dam · Dumoulin   · Fröhlinger · Geschke · Haga · Hamilton · Hindley · Hofstede · Kämna · Kelderman · Matthews · Oomen · Stamsnijder · Storer · Teunissen · Theuns · Tusveld · Vervaeke · Walscheid
Arndt · Bakelants ·  Bol · Curvers · Dumoulin · Fröhlinger · Haga · Hamilton · Hindley · Hirschi · Kämna · Kanter · Kelderman · A. Kragh Andersen · S. Kragh Andersen · Matthews · Nieuwenhuis · Oomen · Pedersen · Power · Roche · Storer · Stork · Tusveld · Vervaeke · Walscheid · Eekhoff (stagiair) · Kooistra (stagiair) · Salmon (stagiair)
Arensman (vanaf 1 juli) · Arndt · Benoot · Bol · Dainese · Denz · Donovan · Eekhoff · Gall · Haga · Hamilton · Hindley · Hirschi · Kanter · Kelderman · A. Kragh Andersen · S. Kragh Andersen · Matthews · Nieuwenhuis · Oomen · Pedersen · Power · Roche · Salmon · Storer · Stork · Sütterlin · Tusveld · Van Wilder · Vermaerke (stagiair)
Bauer · Bewley · Bookwalter · Chaves · Colleoni · Durbridge · Edmondson · Grmay · Groves · Hamilton · Hepburn · Howson · Jansen · Juul-Jensen · Kangert · Konysjev · Matthews · Meyer · Mezgec · Nieve · Peák · Schultz · Scotson · Smith · Stannard · Yates · Zejts · Choon (stagiair) · O'Brien (stagiair)
Balmer · Bauer · Bewley · Colleoni · Craddock · Durbridge · Edmondson · Grmay · Groenewegen · Groves · Hamilton · Hepburn · Howson · Jansen · Juul-Jensen · Kangert · Konysjev  · Maas · Matthews · Meyer · Mezgec · O'Brien · Peña · Reinders (vanaf 23/8) · Schultz · Scotson · Smith · Sobrero · Stewart · Yates · Bogusławski (stagiair) · De Pretto (stagiair) · Foldager (stagiair)
Balmer · Berhe · Colleoni · Craddock · De Marchi · Dunbar · Durbridge · Engelhardt · Grmay · Groenewegen · Hamilton · Harper · Hepburn · Jansen · Juul-Jensen · Maas · Matthews · Mezgec · O'Brien · Peña · Porter · Pöstlberger · Quick · Reinders · Scotson · Sobrero · Stewart · Štybar · Yates · Zana · Jørgensen (stagiair) · McKenzie (stagiair)
Berhe · Craddock · De Marchi · De Pretto · Dunbar · Durbridge · Engelhardt · Ewan · Foldager · Groenewegen · Hamilton · Harper · Hepburn · Jansen · Juul-Jensen · Maas · Matthews · Mezgec · O'Brien · Peña · Plapp · Porter · Quick · Reinders · Schmid · Scotson · Stewart · Walscheid · Yates · Zana